# Пушкино (Ижморский район)
Пушкино — упразднённая деревня в Ижморском районе Кемеровской области. На момент упразднения входила в состав Троицкого сельского поселения. Исключена из учётных данных в 1997 году.

## География
Располагалась на левом берегу реке Алчедат, напротив села Троицкое.

## История
Основана в 1899 г. По данным на 1926 году деревня Пушкина состояла из 94 хозяйств. В административном отношении входила в состав Троицкого сельсовета Троицкого района Томского округа Сибирского края.

## Население
| 1970 | 1979 | 1989 |
| ---- | ---- | ---- |
| 111  | ↘56  | ↘7   |

По переписи 1926 г. в деревне проживало 577 человек (290 мужчин и 287 женщин), основное население — русские.